# 1975
1975 (MCMLXXV) byl rok, který dle gregoriánského kalendáře započal středou.

## Události
Československo
- V povodí Váhu v okrese Liptovský Mikuláš byla na ploše 27 km² dostavěna vodní nádrž Liptovská Mara s převládajícím ochranným a hydroenergetickým významem.
- 28. ledna – V Praze umírá na infarkt bývalý prezident ČSSR Antonín Novotný.
- 10. února – Na náměstí Republiky v Praze 1 byl za účasti vedoucího tajemníka MV KSČ Antonína Kapka uveden do provozu tehdejší největší obchodní dům v Československu – OD Kotva s prodejní plochou 22 tis. m². Architektonicky zajímavá budova obchodního domu je dílem architektů Věry a Vladimíra Machoninových, vystavěn byl švédskou stavební firmou Siab.
- 28. února – V teplárně Brno došlo k výbuchu uhelného prachu a k následnému požáru, který se rozšířil do velké části objektu závodu. Při havárii zahynulo 18 lidí, 30 osob bylo zraněno. Škody dosáhly 50 mil. Kčs.[1]
- 1. března – V Mostě byla uvedena do provozu nová nemocnice vybavená ve své době nejmodernější zdravotnickou technikou.
- 30. března – V Praze byl poražen hokejový tým USA, týmem ČSSR, výsledkem 15:1.
- 9.–11. dubna – Na třídenní návštěvu Československa přijel do Prahy generální tajemník OSN Kurt Waldheim. Jednal se s nejvyššími státními představiteli – s Gustávem Husákem a Lubomírem Štrougalem. Na půdě Univerzity Karlovy převzal čestný doktorát práv. Během své návštěvy zavítal také na zámek Konopiště a do Karlových Varů.
- 21. dubna – Na nároží Národní třídy a Spálené ulice v Praze 1 byl otevřen další velký pražský obchodní dům – Máj. Prodejní plocha obchodního domu činí 12 tis. m². Architektonické ztvárnění je dílem Johna Eislera, Miroslava Masáka a Martina Rajniše z libereckého studia SIAL.
- 25. dubna – V Kralupech nad Vltavou na Mělnicku byl v závodě n. p. Kaučuk otevřen nový provoz ropné rafinerie.[2]
- 30. dubna – V Zoo Dvůr Králové bylo bezdůvodně poraženo největší, naprosto zdravé stádo žiraf mimo Afriku vynikající chovné kvality.
- 11. května – Při příležitosti 30. výročí osvobození Československa Rudou armádou byla v Karlových Varech za účasti člena předsednictva ÚV KSČ Karla Hoffmana a ministra zdravotnictví České socialistické republiky Jaroslava Prokopce slavnostně předána nová budova Vřídelní kolonády, tehdy pod názvem Kolonáda J. A. Gagarina. Akt otevření doprovázela slavnostní mírová manifestace zahajující hlavní lázeňskou sezonu. Před budovou kolonády byla odhalena rovněž Gagarinova socha.[3]
- 23. května – V Praze 4 – Michli byl zahájen provoz v největší pekárně ve městě.
- 29. května – Na základě přijaté novely ústavního zákona č. 168/1968 Sb. byl dosavadní prezident ČSSR Ludvík Svoboda uvolněn z funkce ze zdravotních důvodů, jež mu bránily již od dubna 1974 funkci vykonávat. Federální shromáždění následovně jednomyslně zvolilo novým prezidentem generálního tajemníka ÚV KSČ Gustáva Husáka.
- 28.–29. června – Na Strahovském stadionu se konala v pořadí čtvrtá československá spartakiáda. Vystoupení na Strahově se zúčastnilo na 180 tis. cvičenců.
- 16. července – U slovenské obce Kúty nedaleko rakouských hranic sestřelil letoun Československého letectva Aero L-29 Delfín polský dvouplošník Antonov An-2, který pilotoval novinář a sportovní pilot Dionizy Bielański při pokusu o emigraci.
- 17. srpna – V prostoru lipenské přehradní nádrže na Českokrumlovsku došlo k incidentu mezi osádkou německého vrtulníku převážejícího východoněmecké uprchlíky za železnou oponu s příslušníky Československé armády. Vzhledem k faktu, že se jednalo již o třetí útěk za hranice provedený tímto způsobem v prostoru lipenské přehrady, zřídila Protivzdušná obrana státu v prostoru Dolní Vltavice vidovou hlásku. Při příletu vrtulníku zahájila skupina vojáků palbu ze samopalu jak po pilotovi vrtulníku, tak i po skupině uprchlíků. Jedna z prchajících a pilot vrtulníku byli při zásahu postřeleni, pilot však i přes svá zranění zvládl vzlétnout a opustil území republiky se třemi uprchlíky na palubě. Uprchnout se nepodařilo starší ženě (matce od rodiny), na zemi zůstal i polský pomocník pilota. Krajský soud v Českých Budějovicích je 14. října t. r. odsoudil na 3, resp. 6 let odnětí svobody nepodmíněně a k následnému vyhoštění z republiky.[4]
- 30. září – 27. října – V Mostě byla provedena unikátní inženýrská akce – přesun cenného gotického kostela Nanebevzetí Panny Marie z prostoru likvidovaného historického jádra města jihovýchodním směrem do míst, kam již dle plánu neměl zasahovat rozšiřující se hnědouhelný lom Most. Za 500 hodin byl 12 tisíc tun těžký kolos přesunut do konečné vzdálenosti 841 m při průměrné rychlosti 2,8 cm/min. Přesun stavby byl realizován za pomoci hydraulických transportních vozíků ze Škody Plzeň.
- 30. října – (Let JP 450) V Praze 6 – Suchdole havarovalo při přistávání letadlo jugoslávské společnosti Inex Adria na charterovém letu z černohorského Tivratu do Prahy. Příčinou bylo nedodržení výškového profilu letadla, které v důsledku toho narazilo do svahu nad vltavským údolím. Na místo havárie byly okamžitě povolány vozy pražské záchranné služby. Díky rychlému a profesionálně zorganizovanému zásahu záchranářů se podařilo do 35 minut od nahlášení havárie vyprostit žijící zraněné z trosek a převážet je do pražských nemocnic. Následkům nehody podlehlo celkem 79 osob, zbývajících 41 cestujících však tragédii přežilo.[5]
- 15. listopadu – Na Labské louce v Krkonoších v nadmořské výšce 1 340 m byl slavnostně zprovozněn rozsáhlý objekt horského hotelu Labská bouda. Devítipatrová budova navržená architektem Zdeňkem Říhákem má kapacitu 120 lůžek.
- 30. listopadu – V televizi měl premiéru populární seriál Chalupáři režiséra Františka Filipa v hlavních rolích s Jiřím Sovákem a Josefem Kemrem. Seriál se natáčel převážně v obci Višňová na Příbramsku.[6]

Svět
- 17. dubna – Rudí Khmerové vedení Pol Potem obsazují Phnompenh a nastolují v Kambodži komunistickou diktaturu
- 30. dubna – vyhlásil nově zvolený prezident Jižního Vietnamu Duong Van Minh bezpodmínečnou kapitulaci, Severní Vietnam, vítěz války, znovu sjednotil celou zemi.
- 28. května – Byla podepsána smlouva mezi Evropským hospodářským společenstvím a 46 státy skupiny AKT.
- 1. června – Byla polská část historického Slezska přerozdělena mezi několik vojvodství, viz Polské Slezsko.
- V období do července 1975 probíhala jednání o podobě Závěrečného aktu Konference o bezpečnosti a spolupráci v Evropě. Tento dokument byl 1. srpna 1975 v Helsinkách podepsán nejvyššími představiteli 33 evropských států, Kanady a USA, čímž skončila nejdůležitější fáze procesu KBSE.
- 5. července – Kapverdy vyhlásily nezávislost
- 8. července – Pugam, bývalé hlavní město barmské říše a jeden z největších zachovaných architektonických komplexů v jihovýchodní Asii, zasáhlo silné zemětřesení, které pobořilo většinu památek, některé zcela zničilo. Ze původních 4446 pagod, chrámů a klášterů tak zůstalo po částečné rekonstrukci na konci 20. století zachováno 2038 sakrálních staveb.
- 15. července – 24. července – Mise Sojuz-Apollo (rusky Экспериментальный полёт «Союз» — «Аполлон) (označováno především ve východních médiích), či Apollo-Soyuz Test Project (ASTP) (označováno ve především v západních médiích) – první společný kosmický let Spojených států amerických a Svazu sovětských socialistických republik. Jednalo se také o poslední let vesmírné lodi Apollo. Tento let měl velký politický význam. Během letu došlo k plánovanému spojení těchto lodí ve vesmíru.
- 8. srpna – katastrofální záplavy v Číně po protržení Přehrady Pan-čchiao a 61 dalších, odhady kolem 165 000 mrtvých
- 1. listopadu – Angola vyhlásila nezávislost
- Juan Carlos I. se stal králem Španělska.
- Východní Timor vyhlásil nezávislost, poté ho obsadila Indonésie.
- Gabon vstoupil do Organizace zemí vyvážejících ropu.
- Puč v Nigérii Murtala Ramat Mohammed svrhl Yaqub Gowona.
- Vznikla společnost Microsoft.

## Vědy a umění
- 9. září – K Marsu odstartovala sonda Viking 2.
- 22. října – Na oběžnou dráhu Venuše se dostala sovětská sonda Veněra 9, čímž se stala prvním umělým satelitem Venuše.
- 1. listopad – Premiéra Žebrácké opery v Havlově úpravě v sále vesnické hospody v Horních Počernicích v podání ochotnického divadla Na tahu. Premiéra byla policejně rozehnána a její aktéry čekala řada perzekucí.
- 6. listopadu – V St. Martins College v Londýně odehrála anglická punková kapela Sex Pistols svůj první veřejný koncert, který trval pouhých 10 minut. Publikum je vypískalo dříve než dokončili první píseň.
- 8. listopadu – Album Eltona Johna Rock of the Westies debutuje na hitparádě Billboard 200 a hned na prvním místě
- 13. listopadu – Jedna z nejromantičtějších písní Feelings, nazpívaná Morrisem Albertem, získala zlatou desku
- Steve Harris založil heavy metalovou hudební skupinu Iron Maiden.
- Stvořen nejslavnější 3D model v historii počítačové grafiky – Konvice z Utahu.

## Nobelova cena
- Nobelova cena za fyziku – Aage Niels Bohr (Dánsko), Ben Roy Mottelson (Dánsko), James Rainwater (USA)
- Nobelova cena za chemii – John Warcup Cornforth (Austrálie a UK), Vladimir Prelog (Švýcarsko)
- Nobelova cena za fyziologii a lékařství – David Baltimore (USA), Renato Dulbecco (USA), Howard Martin Temin (USA)
- Nobelova cena za literaturu – Eugenio Montale (Itálie)
- Nobelova cena za mír – Andrej Dmitrijevič Sacharov (SSSR)
- Nobelova pamětní cena za ekonomii – Leonid Kantorovič (SSSR), Tjalling Koopmans (USA)

## Narození

### Česko

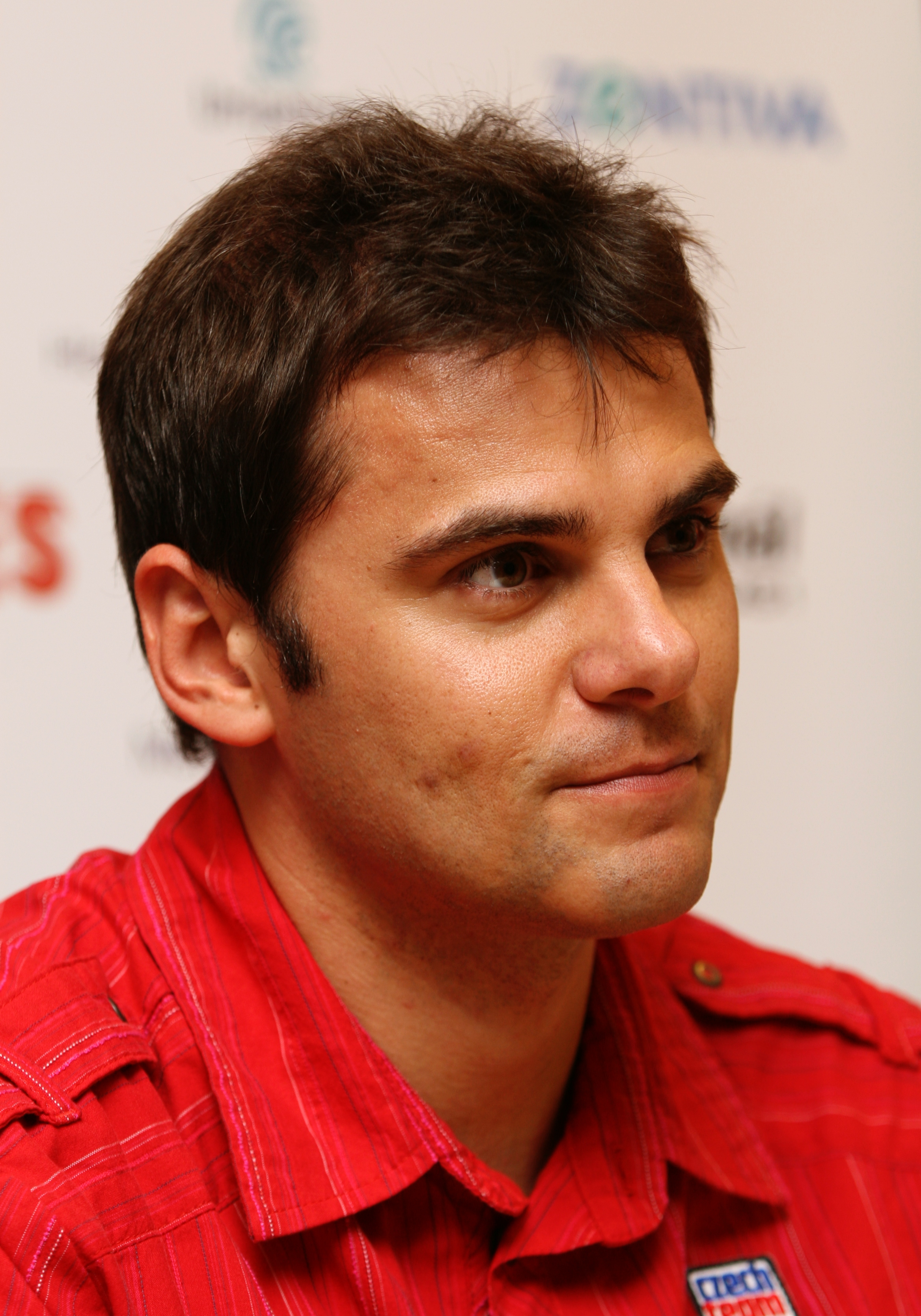
David Kostelecký (* 12. května)

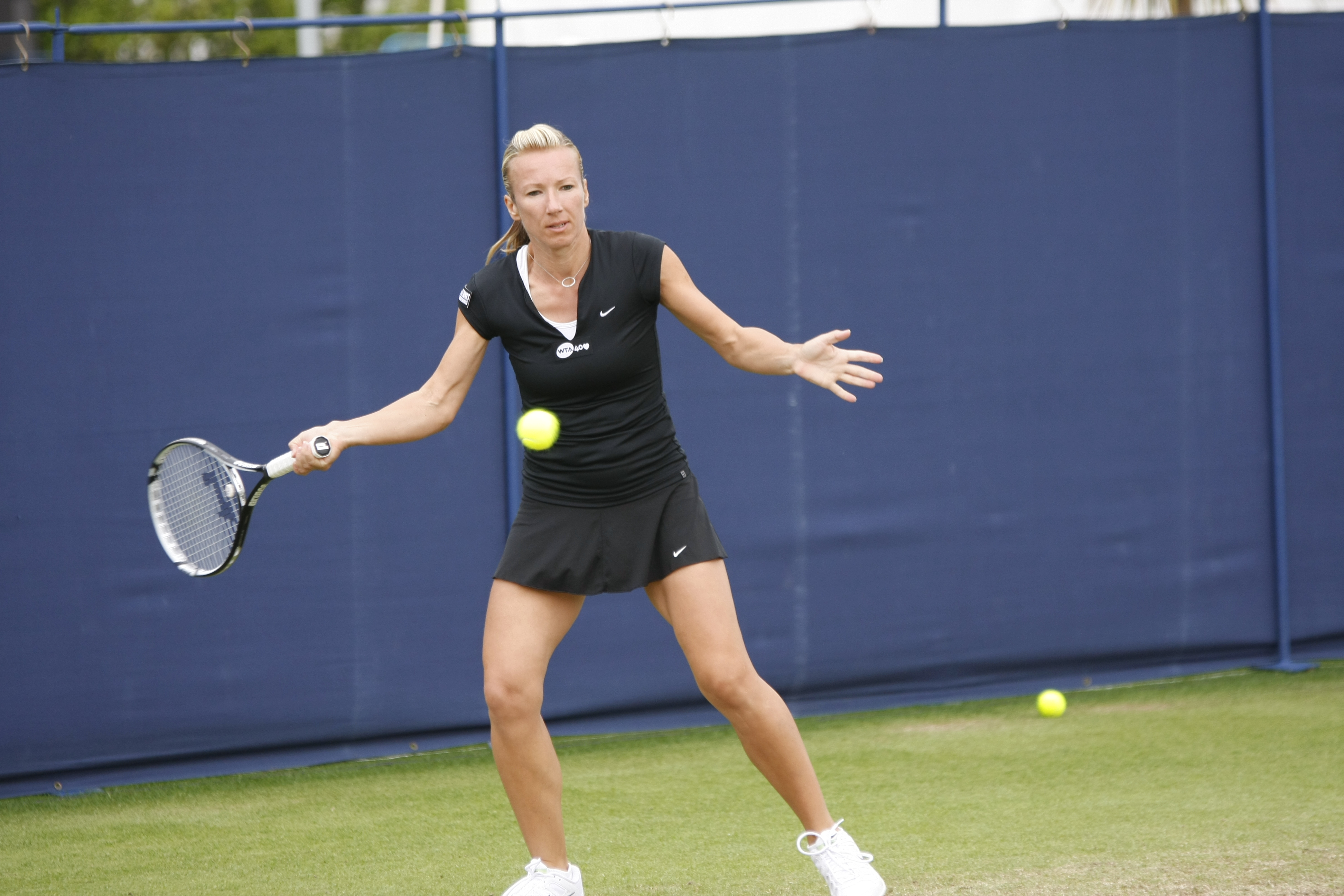
Květa Peschkeová (* 9. července)

- 22. ledna – David Výborný, lední hokejista
- 01. února – Tomáš Vlasák, lední hokejista
- 17. února – Václav Prospal, lední hokejista
- 18. února  – Roman Rygl, ragbista
- 21. února – Petra Špalková, herečka a pedagožka
- 23. února – Bohdan Ulihrach, tenista
- 25. února – Gabriela Míčová, herečka
- 22. března – Jiří Novák, tenista
- 26. března – Lenka Šmídová, jachtařka
- 01. dubna – Filip Švarc, herec a dabér
- 02. dubna – Aleš Pikl, fotbalista
- 14. dubna – Jan Mikel, hokejista
- 16. dubna – Sandra Pogodová, herečka
- 19. dubna – Hana Benešová, atletka
- 22. dubna – Pavel Horváth, fotbalista
- 24. dubna – Jiří Václavek, redaktor a moderátor
- 30. dubna – Dita Charanzová, europoslankyně (2014-2024)
- 05. května – Elen Černá, moderátorka a modelka
- 12. května – David Kostelecký, sportovní střelec
- 20. května – Ivo Cicvárek, písničkář a dramaturg
- 26. května – Yvetta Hlaváčová, bývalá česká reprezentantka v dálkovém plavání
- 24. června – Marek Malík, lední hokejista
- 8. července – Tereza Bebarová, herečka a dabérka
- 09. července – Květa Peschkeová, tenistka
- 24. července – Klára Cibulková, herečka
- 07. srpna – Kamil Ausbuher, cyklista
- 18. srpna – Petr Čajánek, lední hokejista
- 20. srpna – Alexander Lhotský, hokejista
- 30. září – Marek Epstein, scenárista, spisovatel, dramaturg, příležitostný herec a režisér
- 02. října – Petr Pála, tenista
- 07. října – Martin Mišík, designer
- 15. října – Linda Rybová, herečka
- 5. listopadu – Jan Zadražil, herec
- 29. listopadu – Matěj Hádek, herec
- 11. prosince – Martin Prusek, hokejový brankář
- 22. prosince – Stanislav Neckář, lední hokejista
- 28. prosince – Lenka Dusilová, zpěvačka

### Svět

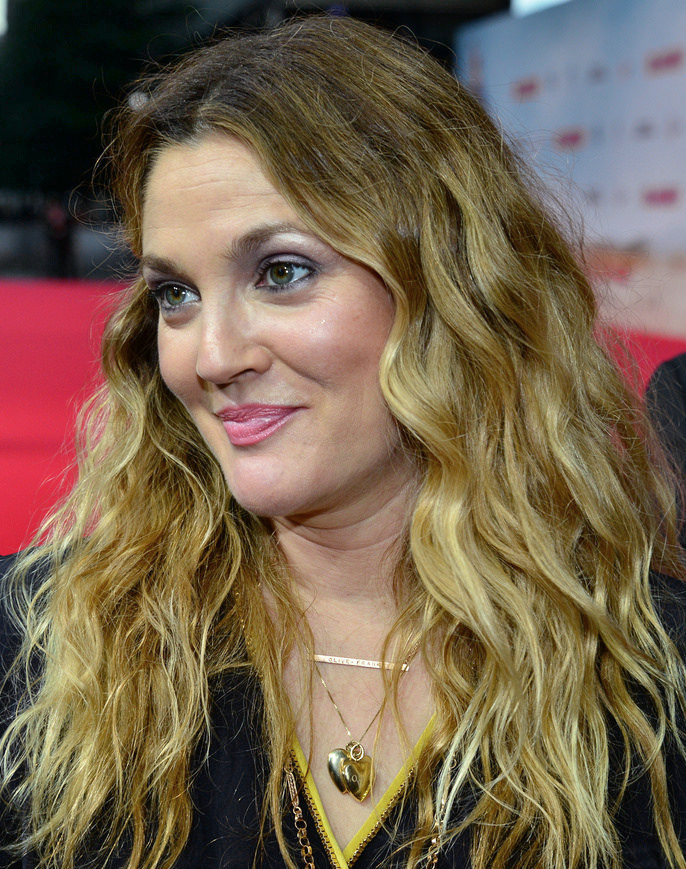
Drew Barrymoreová (* 22. února)

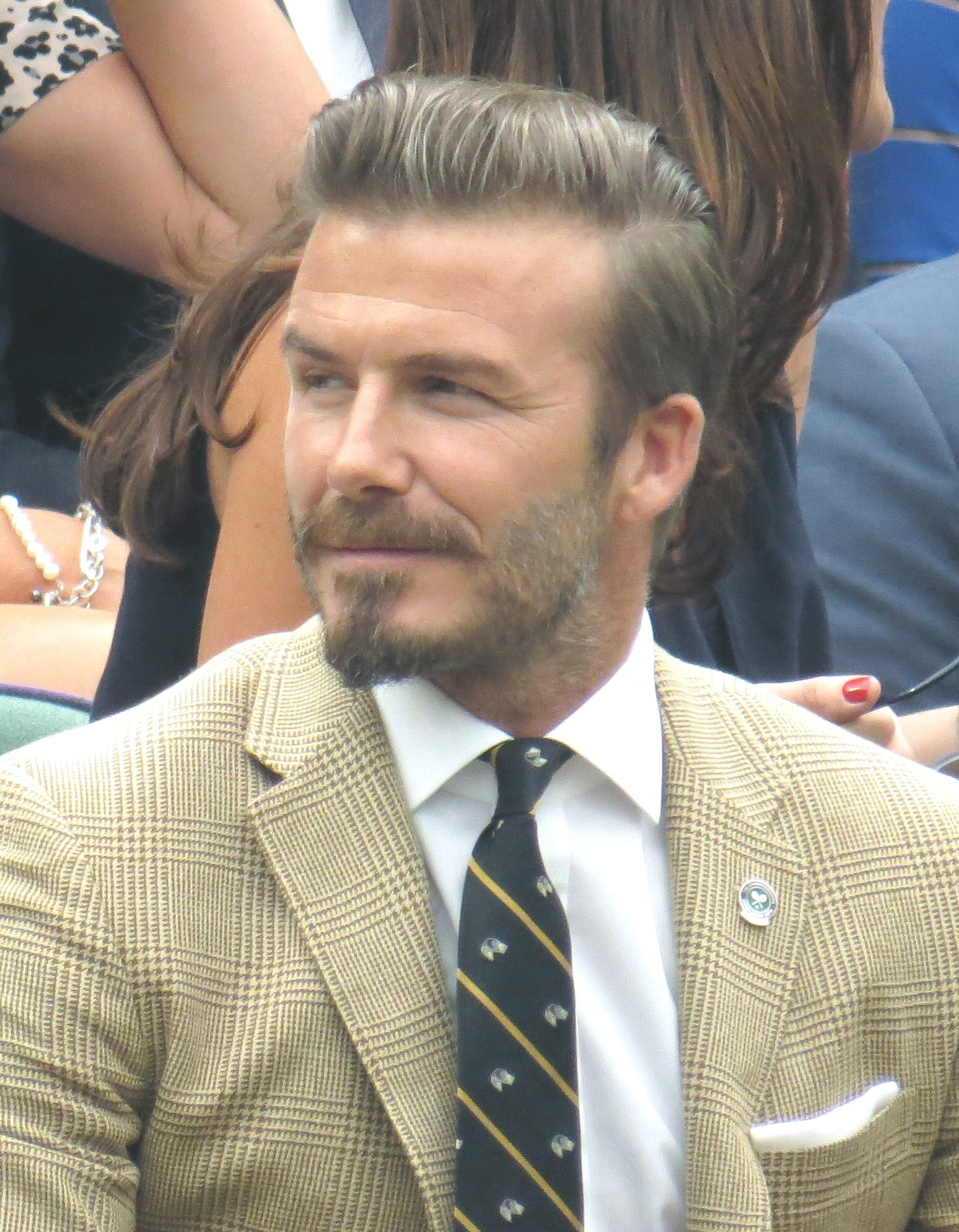
David Beckham (* 2. května)

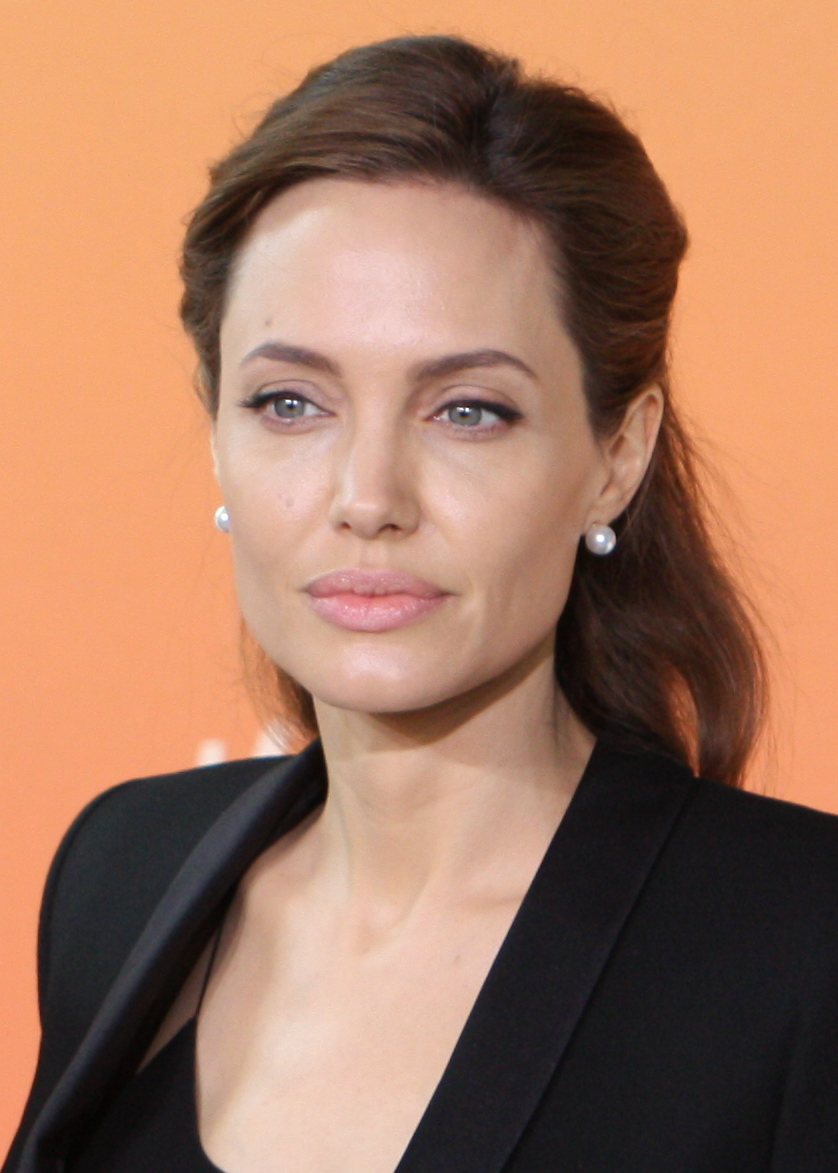
Angelina Jolie (* 4. června)

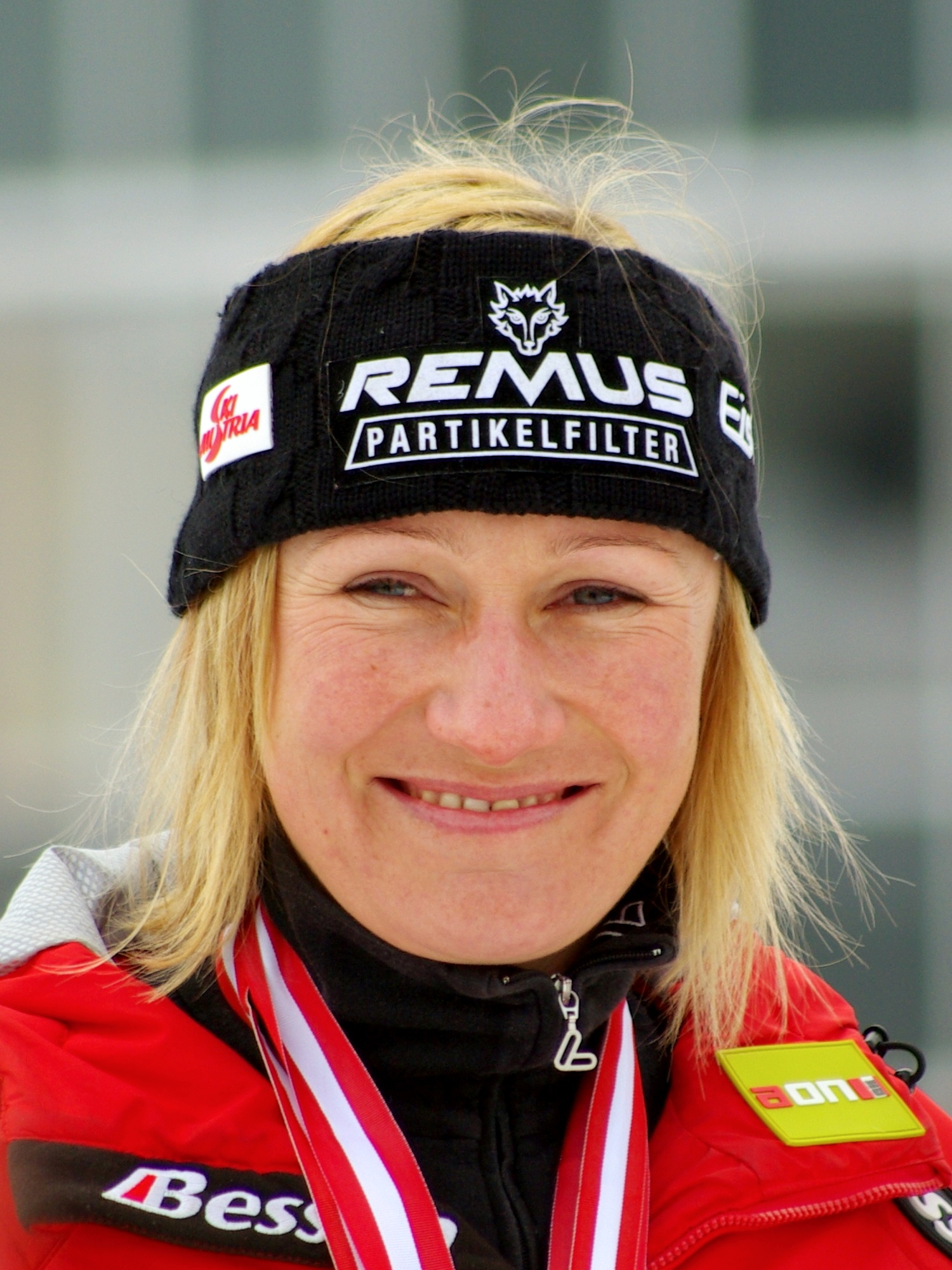
Renate Götschlová (* 6. srpna)

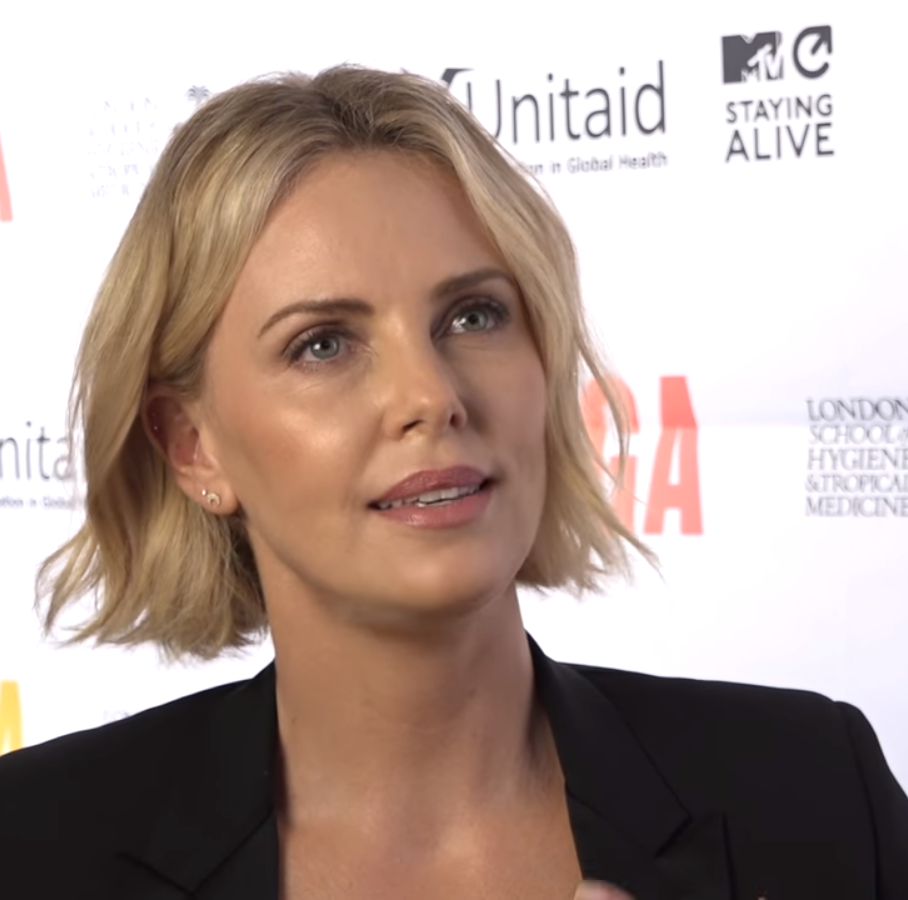
Charlize Theronová (* 7. srpna)

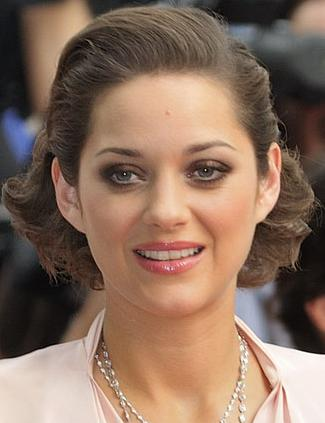
Marion Cotillardová (* 30. září)

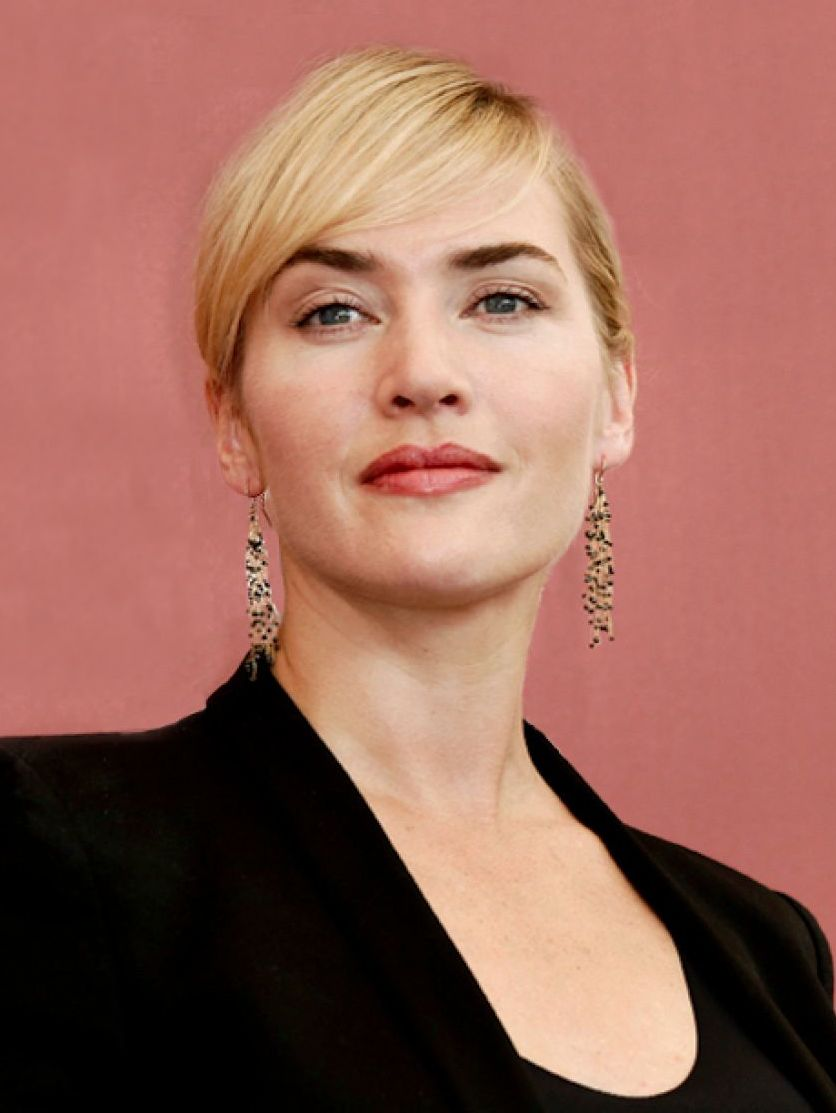
Kate Winsletová (* 5. října)

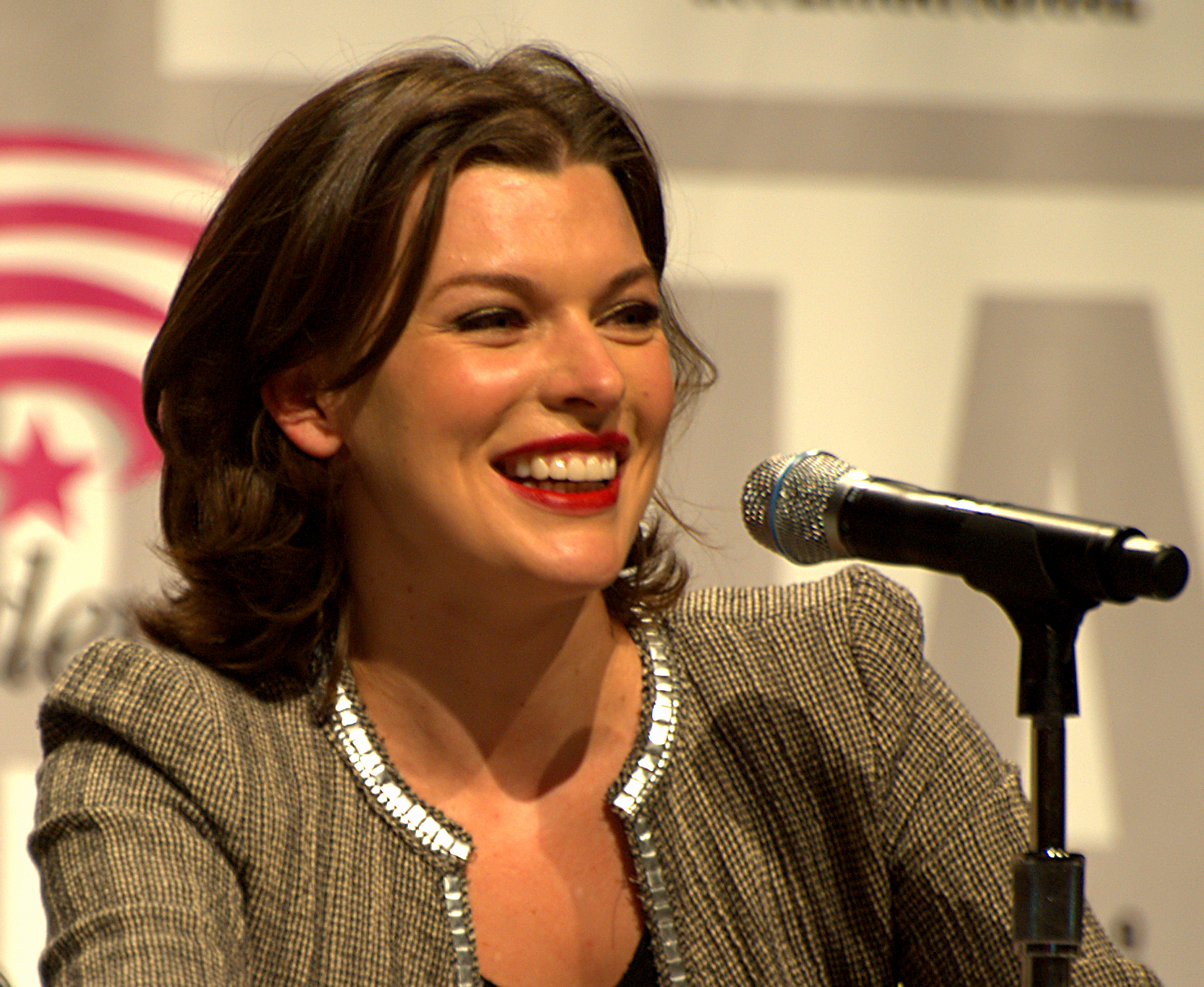
Milla Jovovichová (* 17. prosince)

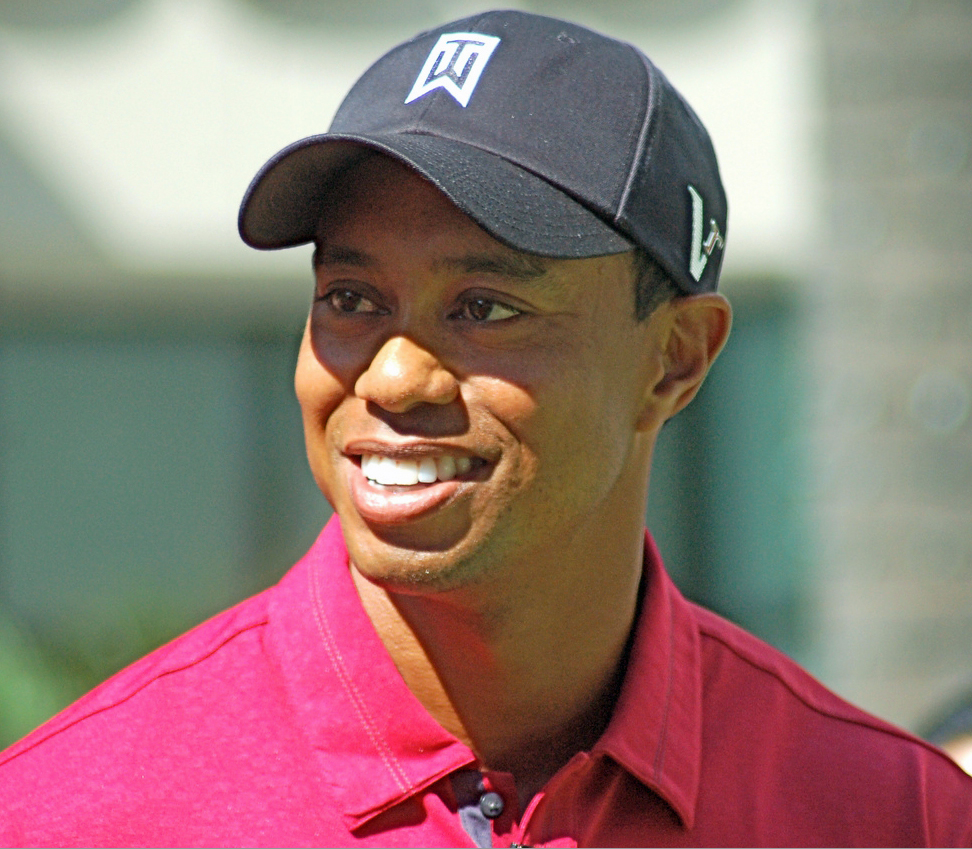
Tiger Woods (* 30. prosince)

- 01. ledna – Ajman Ode, izraelský politik
- 04. ledna – Andrej Bičan, slovenský herec, bavič a moderátor
- 05. ledna – Bradley Cooper, americký herec
- 15. ledna
  - Mary Pierceová, francouzská tenistka
  - Martin Štrbák, slovenský hokejista
- 18. ledna – Andris Ambainis, lotyšský matematik a informatik
- 02. února – Todd Bertuzzi, kanadský lední hokejista
- 03. února – Markus Schulz, německý DJ a producent
- 05. února
  - Daniel Dangl, slovenský herec
  - Giovanni van Bronckhorst, nizozemský fotbalista
- 11. února – Marek Špilár, slovenský fotbalista († 7. září 2013)
- 12. února – Regla Torresová, kubánská volejbalistka
- 22. února – Drew Barrymoreová, americká herečka
- 26. února
  - Per-Johan Axelsson, švédský hokejista
  - Alicia Herreraová, venezuelská judistka
- 1. března – Pablo Lemoine, uruguayský ragbista
- 03. března
  - Misha, slovenská zpěvačka
  - Richard Pavlikovský, slovenský hokejista
- 04. března – Antti Aalto, finský hokejový útočník
- 05. března – Jolene Blalocková, americká herečka a modelka
- 11. března  – Buvajsar Sajtijev, ruský zápasník – volnostylař († 2. března 2025)
- 12. března – Cecilie Legangerová, norská házenkářka
- 16. března – Ľubica Čekovská, slovenská skladatelka a klavíristka
- 17. března – Fabien Mazuer, francouzský sportovní lezec († 10. února 1995)
- 20. března – Isolde Kostnerová, italská lyžařka
- 22. března – Cole Hauser, americký herec
- 24. března – Thomas Johansson, švédsky tenista
- 27. března – Fergie, americká zpěvačka
- 31. března – Alexander Waske, německý tenista
- 01. dubna – Michael Poulsen, dánsky hudebník, hlavní zpěvák, kytarista a textař skupiny Volbeat
- 02. dubna – Adam Rodriguez, americký herec
- 19. dubna – Jussi Jääskeläinen, finský fotbalista
- 20. dubna – Atifete Jahjagová, kosovská politička a bývalá prezidentka
- 22. dubna – Carlos Sastre, španělský cyklista
- 23. dubna – Christian Corrêa Dionisio, brazilský fotbalista
- 25. dubna – Ann-Louise Edstrandová, švédská hokejistka
- 26. dubna
  - Gunilla Andersson, švédská hokejistka
  - Joey Jordison, americký hudebník, bubeník skupiny Slipknot († 26. července 2021)
- 30. dubna – Johnny Galecki, americký herec
- 01. května
  - Marc-Vivien Foé, kamerunský fotbalista († 2003)
  - Alexander Nix, britský finanční a datový analytik
- 02. května – David Beckham, anglický fotbalista
- 03. května – Christina Hendricks, americká herečka
- 08. května – Enrique Iglesias, španělský popový zpěvák
- 12. května – Jonah Lomu, novozélandský ragbista († 18. listopadu 2015)
- 18. května – John Higgins, skotský snookerový hráč
- 25. května – Lauryn Hillová, americká zpěvačka
- 29. května – Jozef Antalovič, slovenský foutbalista
- 03. června – José Luis Blanco, španělský atlet, běžec
- 04. června – Angelina Jolie, americká herečka a režisérka
- 15. června – Elizabeth Reaserová, americká herečka
- 18. června – Martin St. Louis, kanadský lední hokejista
- 25. června
  - Vladimir Kramnik, ruský šachista
  - Albert Costa, španělský tenista
- 27. června – Tobey Maguire, americký herec
- 04. července – Reinhard Divis, rakouský hokejový brankář
- 05. července
  - Hernán Jorge Crespo, argentinský fotbalista
  - Ai Sugijamová, japonská tenistka
- 06. července – 50 Cent, americký raper
- 07. července –  Adam Nelson, atlet USA
- 09. července – Jack White, americký hudebník, člen The White Stripes
- 12. července – Jozef Valachovič, slovenský fotbalista
- 14. července – Taboo, americký hudebník
- 17. července – Terence Tao, australský gitarista
- 18. července – Daron Malakian, americký gitarista
- 25. července – Jevgenij Nabokov, ruský hokejový brankář
- 26. července
  - Vladimír Kobielsky, slovenský herec
  - Liz Trussová, britská politička
- 01. srpna
  - Juli Crockett, americká dramatička a zpěvačka
  - Olena Repko, ukrajinská sportovní lezkyně
- 06. srpna – Renate Götschlová, rakouská lyžařka
- 07. srpna – Charlize Theronová, jihoafrická herečka
- 10. srpna – İlhan Mansız, turecký fotbalista
- 13. srpna – Marty Turco, kanadský lední hokejista
- 18. srpna – Róbert Fazekas, maďarský atlet
- 24. srpna – James D'Arcy, britský herec
- 27. srpna – Jonny Moseley, americký akrobatický lyžař
- 31. srpna – Marcel Merčiak, slovenský sportovní komentátor a novinář
- 04. září – Mark Ronson, anglický hudebník, DJ a hudební producent
- 06. září
  - Gala, italská zpěvačka
  - Oriol Ripol, španělský ragbista
- 07. září – Domonkos Ferjancsik, maďarský šermíř
- 08. září – Jelena Lichovcevová, ruská tenistka
- 09. září – Michael Bublé, kanadský zpěvák a herec
- 18. září
  - Igor Demo, slovenský fotbalista
  - Jason Gardener, britský atlet, sprinter
- 25. září –  Ashley Fisher, australský tenista
- 30. září –  Marion Cotillardová, francouzská herečka
- 05. října – Kate Winsletová, britská herečka
- 12. října – Marion Jonesová,  bývalá americká atletka, běžkyně, dálkařka a basketbalistka
- 15. října – Vladimír Kožuch, slovenský fotbalista
- 17. října – Samuel Slovák, slovenský fotbalista
- 19. října – Natalia Perlova, ukrajinská sportovní lezkyně
- 20. října – Nadine Kleinertová, německá atletka
- 22. října – Míchel Salgado, španělský fotbalista
- 03. listopadu – Branislav Rzeszoto, slovenský fotbalový brankář
- 11. listopadu – Daisuke Ohata, japonský ragbista
- 28. listopadu
  - Ľubomír Hurtaj, slovenský lední hokejista
  - Ekaterina Dafovská, bulharská biatlonistka
- 05. prosince – Ronnie O'Sullivan, britský snookerový hráč
- 10. prosince –  Stephen Huss, bývalý australský tenista
- 17. prosince – Milla Jovovichová, americká herečka
- 18. prosince – Sia Furlerová, australská zpěvačka a skladatelka
- 24. prosince
  - Natalie Ward, australská softbalistka
  - Marija Zacharovová ruská diplomatka
- 26. prosince – Marcelo Ríos, chilský tenista
- 30. prosince – Tiger Woods, americký golfista

## Úmrtí

### Česko

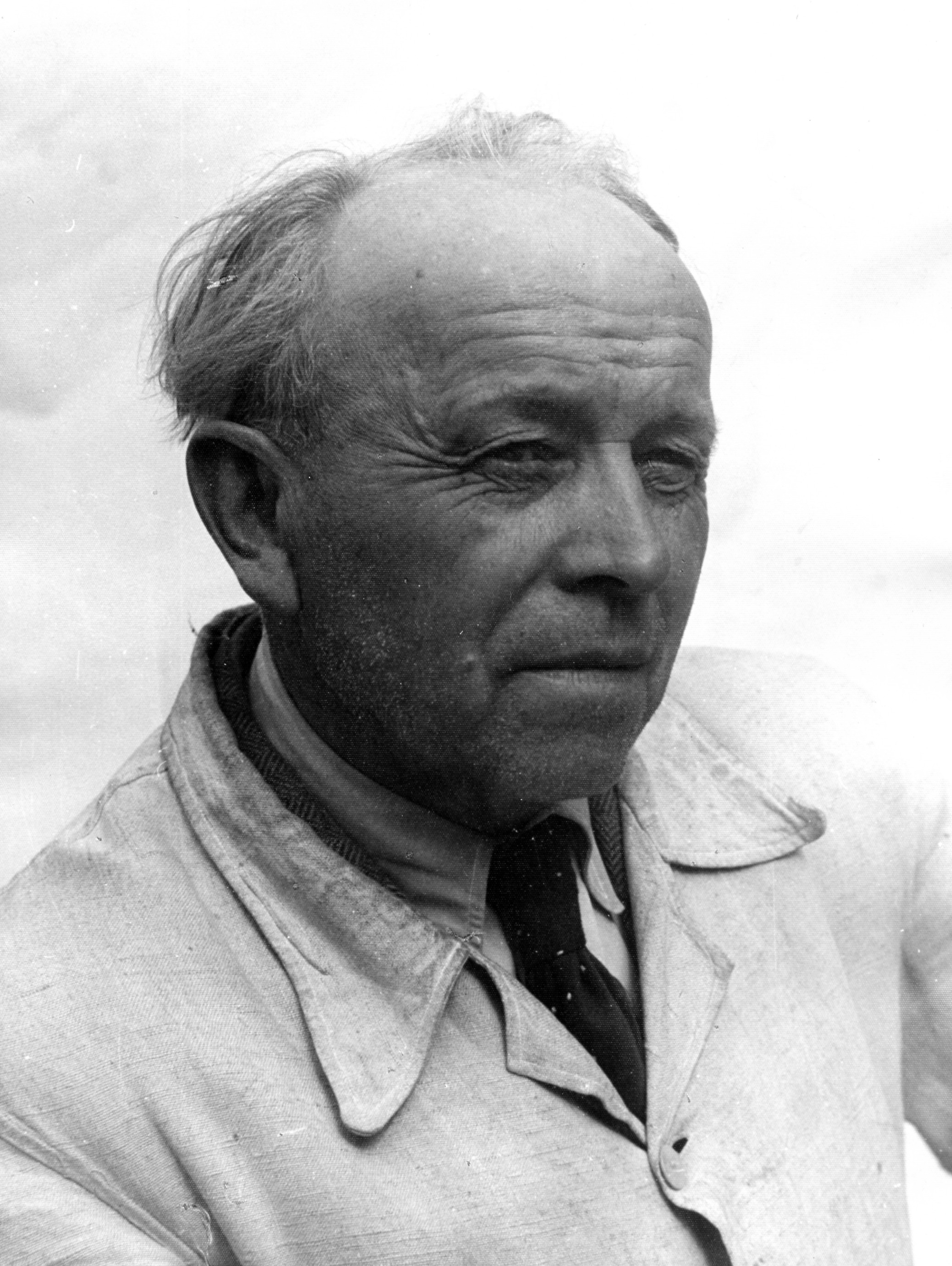
Antonín Lhoták († 7. srpna)

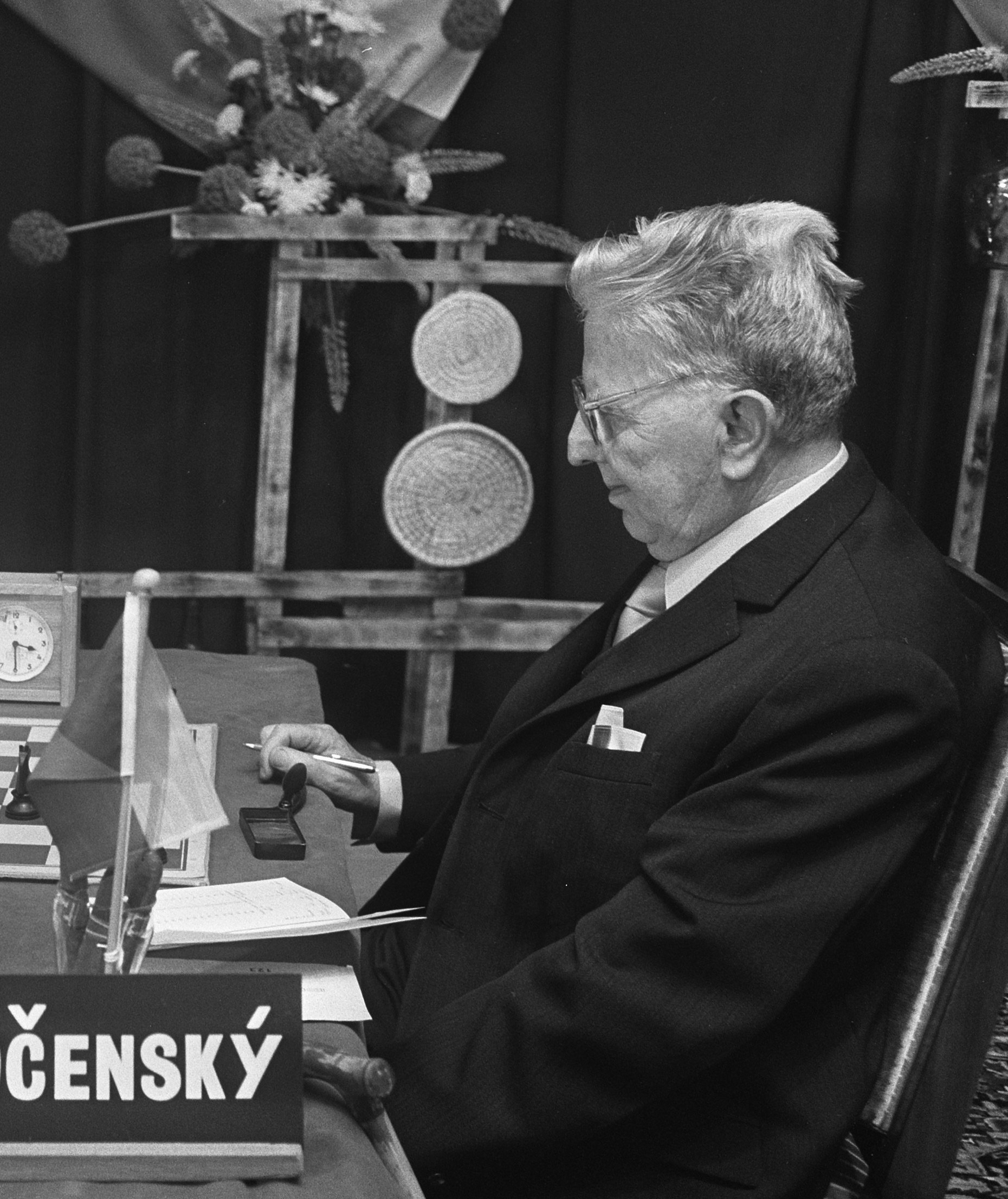
Karel Opočenský († 16. listopadu)

- 14. ledna – Josef Vedral, československý fotbalový reprezentant (* 2. ledna 1924)
- 18. ledna – Ladislav Heger, překladatel z germánských jazyků (* 3. února 1902)
- 28. ledna – Antonín Novotný, československý prezident (* 10. prosince 1904)
- 30. ledna – Josef Palivec, diplomat, básník, esejista a překladatel (* 7. října 1886)
- 08. února – Jan Mukařovský, estetik a literární teoretik (* 11. listopadu 1891)
- 19. února – Stanislav Neumann, herec (* 16. července 1902)
- 05. března – Jan Kratochvíl, generál (* 11. ledna 1889)
- 08. března – Zdeněk Fiala, historik (* 5. května 1922)
- 09. března
  - Jaromír Čermák, sochař (* 10. dubna 1888)
  - Alois Kaderka, československý katolický politik a publicista (* 20. září 1889)
- 15. března – František Dobeš, spisovatel (* 17. prosince 1895)
- 27. března – Jaroslav Krčál, spisovatel (* 21. prosince 1901)
- 02. dubna – Josef Hotový, kapelník, skladatel taneční hudby a varhaník (* 8. srpna 1904)
- 07. dubna – Josef Těšínský, zpravodajský důstojník a pobočník velitele u 310. československé stíhací peruť RAF (* 28. ledna 1916)
- 09. dubna – Otto Fischer, matematik a statistik (* 3. dubna 1909)
- 16. dubna – Karel Kuchař, geograf, kartograf a historik kartografie (* 15. dubna 1906)
- 21. dubna – Melchior Vischer, německý spisovatel a režisér českého původu (* 7. ledna 1895)
- 25. dubna – Štefan Rais, ministr spravedlnosti (* 8. srpna 1909)
- 26. dubna – Julius Dolanský, literární historik a politik (* 23. února 1903)
- 17. května
  - Jiljí Fiedler, agronom (* 10. července 1923)
  - Rudolf Burkhardt, speleolog a geolog (* 21. března 1925)
- 23. května – Jan Chomutovský, architekt a politik (* 8. května 1897)
- 28. května – Alfons Gabriel, česko–rakouský geograf a cestopisec (* 4. února 1894)
- 16. června – František Vrána, klavírista a hudební skladatel (* 14. listopadu 1914)
- 23. června – František Melichar, československý legionář a prvorepublikový generál (* 31. srpna 1889)
- 02. července – Helena Salichová, etnografka, malířka, ilustrátorka (* 25. dubna 1895)
- 12. července – Ladislav Fikar, básník, divadelní kritik a překladatel (* 29. června 1920)
- 17. července – Josef Menzel, novinář, překladatel a spisovatel dětských knih (* 2. listopadu 1901)
- 18. července – Rudolf Skopec, historik fotografie (* 7. července 1913)
- 07. srpna – Antonín Lhoták, sochař a medailér (* 1. března 1897)
- 09. srpna – Antonín Vodička, československý fotbalový reprezentant (* 1. března 1907)
- 12. srpna – Jaroslav Josef Malý, cestovatel, orientalista, spisovatel a chemik (* 1. října 1890)
- 14. srpna
  - Jiří Horák, slavista, folklorista a diplomat (* 4. prosince 1884)
  - František Pacík, sochař (* 5. února 1927)
- 20. srpna – Oldřich Králík, literární historik (* 9. června 1907)
- 29. srpna – Matěj Němec, československý legionář, generál (* 8. listopadu 1886)
- 31. srpna – Josef Vaverka, profesor železničního stavitelství, rektor Vysoké školy stavitelství v Brně (* 5. prosince 1893)
- 01. září – František Josef Kinský, šlechtic (* 11. května 1879)
- 03. září – Ladislav Riedl Německobrodský, lékař a spisovatel (* 28. března 1902)
- 20. září – Václav Bouška, československý fotbalový reprezentant (* 21. srpna 1910)
- 25. září – Ilona Štěpánová–Kurzová, klavírní virtuózka a pedagožka (* 19. listopadu 1899)
- 07. října
  - František Fric, lesní inženýr a spisovatel (* 22. července 1911)
  - Rudolf Gajdoš, malíř (* 26. ledna 1908)
- 08. října – Vladimír Matula, československý politik a diplomat (* 13. února 1894)
- 10. října – František Čáda, právní historik (* 30. května 1895)
- 11. října – Emanuel Frynta, básník a překladatel (* 3. ledna 1923)
- 23. října – Karel Štika, malíř a grafik (* 27. leden 1898)
- 31. října – Antonín Strnadel, malíř, grafik a ilustrátor (* 10. května 1910)
- 02. listopadu – Rudolf Říčan, evangelický teolog a historik (* 23. září 1899)
- 03. listopadu
  - Petr Zenkl, primátor Prahy, ministr, předseda Rady svobodného Československa (* 13. června 1884)
  - František Vildomec, archeolog (* 6. února 1878)
- 04. listopadu – František Dvorník, kněz a historik (* 14. srpna 1893)
- 05. listopadu – Antonín Friedl, historik umění (* 13. června 1890)
- 16. listopadu – Karel Opočenský, šachový mezinárodní mistr (* 7. února 1892)
- 22. listopadu – Jan Evangelista Koula, architekt (* 20. května 1896)
- 05. prosince – Ludmila Kybalová, textilní výtvarnice (* 15. května 1905)
- 15. prosince – Bohumír Podlezl, československý legionář, brigádní generál (* 8. listopadu 1897)
- 20. prosince – Engelbert Kaps, slezský sochař (* 19. února 1888)
- 24. prosince
  - Zdeněk Kryzánek, herec (* 30. října 1920)
  - Stanislav Mach, hudební skladatel a pedagog (* 4. září 1906)
- 29. prosince – Marie Blažková, filmová herečka (* 12. října 1885)

### Svět
- 01. ledna

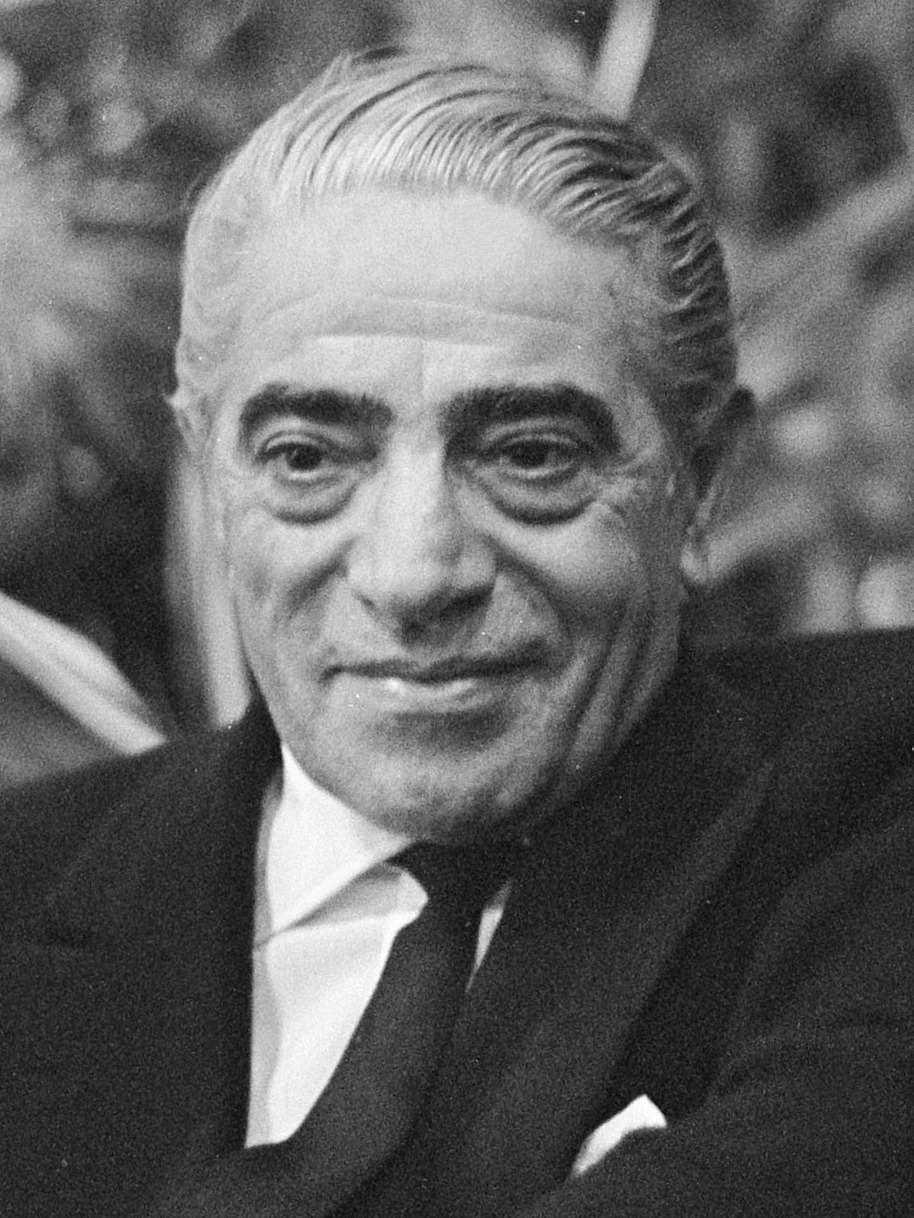
Aristoteles Onassis († 15. března

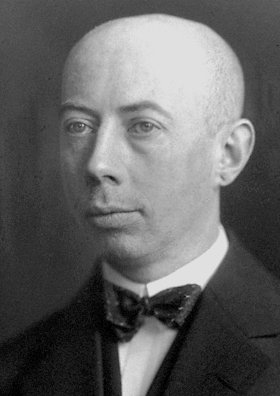
Gustav Ludwig Hertz († 30. října)

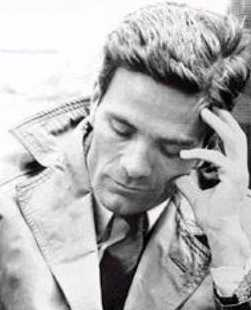
Pier Paolo Pasolini († 2. listopadu)

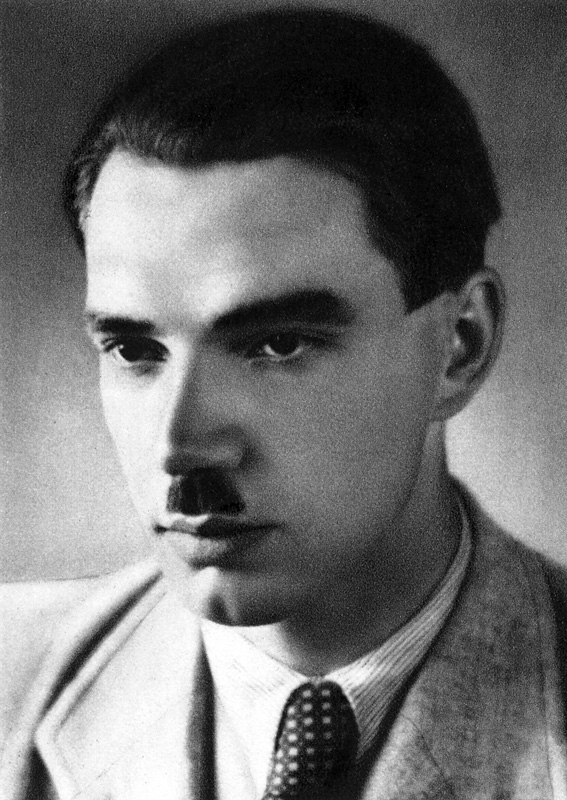
Ján Kostra († 5. listopadu)

  - Kjúsaku Ogino, japonský gynekolog (* 25. března 1882)
  - Kalle Anttila, finský zápasník, olympijský vítěz (* 30. srpna 1887)
- 02. ledna – Theo Osterkamp, německý stíhací pilot (* 15. dubna 1892)
- 04. ledna – Carlo Levi, italský spisovatel a malíř (* 29. listopadu 1902)
- 19. ledna
  - Thomas Hart Benton, americký malíř (* 15. dubna 1889)
  - Kazimierz Wyka, literární historik, kritik a politik (* 19. března 1910)
- 21. ledna – Mascha Kaléko, německy píšící básnířka (* 7. června 1907)
- 26. ledna – Toti Dal Monte, italská operní zpěvačka – soprán (* 27. června 1893)
- 01. února – Stefan Hedrich, generál rakouské-uherské armády a Waffen-SS (* 14. března 1880)
- 03. února
  - Henri Frans de Ziel, surinamský básník (* 15. ledna 1916)
  - Umm Kulthum, egyptská zpěvačka (* 4. května 1904)
  - Elo Havetta, slovenský režisér (* 13. června 1938)
- 04. února – Louis Jordan, americký jazzový hudebník a skladatel (* 8. července 1908)
- 08. února
  - Josef Efrati, izraelský politik (* 19. února 1897)
  - Robert Robinson, anglický organický chemik, Nobelova cena za chemii (* 13. září 1886)
- 14. února
  - Julian Huxley, anglický evoluční biolog (* 22. června 1887)
  - Pelham Grenville Wodehouse, britský spisovatel (* 15. října 1881)
- 15. února – Michał Sopoćko, zpovědník sv. Marie Faustiny Kowalské (* 1. listopadu 1888)
- 16. února – Morgan Taylor, americký olympijský vítěz, 400 metrů překážek, 1924 (* 17. dubna 1903)
- 17. února – Zvonimír Eichler, chorvatsko-český malíř (* 29. ledna 1903)
- 19. února – Luigi Dallapiccola, italský hudební skladatel (* 3. února 1904)
- 22. února
  - Oskar Perron, německý matematik (* 7. května 1880)
  - Mordechaj Namir, izraelský politik a diplomat (* 23. února 1897)
- 24. února – Nikolaj Alexandrovič Bulganin, sovětský politik (* 11. června 1895)
- 01. března – Kurt Bauch, německý historik umění (* 25. listopadu 1897)
- 06. března – Glenn Hardin, americký sprinter, olympijský vítěz z roku 1936 (* 1. července 1910)
- 07. března
  - Michail Michajlovič Bachtin, ruský literární vědec a teoretik kultury (* 17. listopadu 1895)
  - Ján Hrušovský, slovenský spisovatel (* 4. února 1892)
- 08. března – George Stevens, americký filmový režisér, producent, scenárista a kameraman (* 18. prosince 1904)
- 09. března – Joseph Guillemot, francouzský olympijský vítěz v běhu na 5000 metrů z roku 1920 (* 1. října 1899)
- 12. března – Olena Mondičová, československá sochařka rusínské národnosti (* 26. září 1902)
- 13. března – Ivo Andrić, jugoslávský prozaik, básník, esejista a diplomat (* 9. října 1892)
- 14. března – Susan Haywardová, americká herečka (* 30. června 1917)
- 15. března – Aristoteles Onassis, řecký rejdař a miliardář (* 20. ledna 1906)
- 16. března – T-Bone Walker, americký bluesový kytarista, zpěvák a skladatel (* 28. května 1910)
- 17. března – Karl Anton Rohan, rakouský politický spisovatel a publicista (* 9. ledna 1898)
- 20. března – Jakub Jindřich Bourbonský, hlava dynastie Bourbon-Anjou (* 23. června 1908)
- 24. března – Simone Martin-Chauffierová, francouzská spisovatelka (* 29. srpna 1902)
- 25. března – Fajsal bin Abd al-Azíz, třetí král Saúdské Arábie (* 10. října 1906)
- 26. března – Ondrej Klokoč, předseda Slovenské národní rady (* 17. srpna 1911)
- 29. března – Thomas Green, britský chodec, olympijský vítěz v chůzi na 50 km z roku 1932 (* 30. března 1894)
- 01. dubna – Alexander Matuška, slovenský literární vědec a politik (* 26. února 1910)
- 05. dubna
  - Harold Osborn, americký olympijský vítěz ve skoku do výšky (* 13. dubna 1899)
  - Čankajšek, vůdce čínské Národní strany (Kuomintang), prezident Čínské republiky (Tchaj-wanu 1948–1975) (* 31. října 1887)
  - Victor Marijnen, premiér Nizozemska (* 21. února 1917)
- 06. dubna – Ernst David Bergmann, izraelský jaderný fyzik (* 18. října 1903)
- 10. dubna – Walker Evans, americký fotograf (* 3. listopadu 1903)
- 12. dubna – Josephine Bakerová, francouzsko-americká herečka, zpěvačka a tanečnice (* 3. června 1906)
- 14. dubna
  - Clyde Tolson, ředitel FBI (* 22. května 1900)
  - Fredric March, americký herec (* 31. srpna 1897)
- 16. dubna – Octav Pancu-Iași, rumunský spisovatel (* 14. dubna 1929)
- 17. dubna – Sarvepalli Rádhakrišnan, indický filosof, státník a [překladatel (* 5. září 1888)
- 20. dubna – John Vachon, americký fotograf (* 19. května 1914)
- 23. dubna – William Hartnell, britský herec (* 8. ledna 1908)
- 25. dubna – Jacques Duclos, francouzský komunistický politik (* 2. října 1896)
- 06. května – József Mindszenty, arcibiskup ostřihomský, politický vězeň nacismu i komunismu (* 29. března 1892)
- 07. května – Alfred Edward Rosé, rakouský hudební skladatel (* 11. prosince 1902)
- 08. května – Avery Brundage, americký atlet, sportovní funkcionář, sběratel umění (* 28. září 1887)
- 09. května – František Josef Toskánský, rakouský arcivévoda, princ toskánský a vévoda madridský (* 4. února 1905)
- 15. května – Antonio Pedrotti, italský dirigent a skladatel (* 14. srpna 1901)
- 20. května – Barbara Hepworth, anglická sochařka (* 10. ledna 1903)
- 22. května – Boris Kalin, slovinský sochař (* 24. června 1905)
- 25. května – Ivan Bukovčan, slovenský dramatik a filmový scenárista (* 15. září 1921)
- 28. května
  - Eric Emerson, americký herec, tanečník a hudebník (* 23. června 1945)
  - Alfons Gabriel, rakouský cestovatel (* 4. února 1894)
- 30. května – Steve Prefontaine, americký vytrvalec (* 25. ledna 1951)
- 01. června – Ernst Schneider, vynálezce Voith-Schneiderova lodního šroubu (* 18. června 1894)
- 03. června – Eisaku Sató, premiér Japonska (* 27. března 1901)
- 05. června
  - Paul Keres, estonský šachový velmistr (* 7. ledna 1916)
  - Ján (Kuchtin), metropolita pravoslavné církve v českých zemích a na Slovensku (* 20. září 1901)
- 10. června – Achille Van Acker, premiér Belgie (* 8. dubna 1898)
- 18. června – Samuel Hugo Bergmann, izraelský filosof, zakladatel Židovské národní knihovny, rektor Hebrejské univerzity v Jeruzalémě (* 25. prosince 1883)
- 25. června – Eugen Fink, německý filosof (* 11. prosince 1905)
- 26. června – Josemaría Escrivá de Balaguer, španělský katolický světec (* 9. ledna 1902)
- 27. června – Robert Stolz, rakouský hudební skladatel a dirigent (* 25. srpna 1880)
- 29. června – Tim Buckley, americký kytarista a zpěvák (* 14. února 1947)
- 05. července – Otto Skorzeny, rakouský voják SS (* 12. června 1908)
- 07. července
  - Henri Deglane, francouzský zápasník, zlato na OH 1924 (* 22. června 1902)
  - Jacob Bjerknes, norský fyzik a meteorolog (* 2. listopadu 1897)
  - William Vallance Douglas Hodge, skotský matematik (* 17. června 1903)
- 10. července – Jenő Kerényi, maďarský sochař (* 20. listopadu 1908)
- 15. července – Ginger Johnson, nigerijský perkusista (* 1916)
- 18. července – Carl O. Sauer, americký geograf (* 24. prosince 1889)
- 25. července – David Mitrany, britský politolog (* 1. ledna 1888)
- 30. července – James Blish, americký spisovatel (* 23. května 1921)
- 08. srpna – Cannonball Adderley, americký jazzový saxofonista (* 15. září 1928)
- 09. srpna – Dmitrij Šostakovič, sovětský hudební skladatel (* 25. září 1906)
- 11. srpna – Rachel Kacnelsonová-Šazarová, manželka izraelského prezidenta Zalmana Šazara, literární kritička (* 24. října 1885)
- 12. srpna – Pinchas Sapir, izraelský politik (* 15. října 1906)
- 16. srpna
  - Vladimir Kuc, sovětský běžec na dlouhé tratě, olympijský vítěz (* 7. února 1927)
  - Friedrich Sämisch, německý šachový velmistr (* 20. září 1896)
- 27. srpna – Haile Selassie I., etiopský císař (* 23. července 1892)
- 29. srpna – Éamon de Valera, irský prezident (* 14. října 1882)
- 10. září – George Paget Thomson, britský fyzik, nositel Nobelovy ceny 1937 (* 3. května 1892)
- 15. září – Pavel Suchoj, běloruský a sovětský letecký konstruktér (* 22. července 1895)
- 20. září – Saint-John Perse, francouzský diplomat a básník, Nobelova cena za literaturu (* 31. května 1887)
- 23. září – René Thomas, francouzský automobilový závodník, rekordman, pilot (* 7. března 1886)
- 25. září – Jehošua Bar-Hillel, izraelský filosof, matematik a lingvista (* 9. srpna 1915)
- 26. září – Jacob Paludan, dánský spisovatel (* 7. února 1896)
- 27. září
  - Roy Stryker, americký ekonom a fotograf (* 5. listopadu 1903)
  - Maurice Feltin, arcibiskup pařížský, kardinál (* 15. května 1883)
- 29. září – Pavol Horov, slovenský básník a překladatel (* 25. května 1914)
- 01. října – Al Jackson, Jr., americký bubeník (* 27. listopadu 1935)
- 03. října
  - Eva Kostolányiová, slovenská zpěvačka, tanečnice a herečka (* 2. listopadu 1942)
  - Guy Mollet, francouzský socialistický politik, premiér (* 31. prosince 1905)
- 04. října – May Suttonová, americká tenistka (* 25. září 1886)
- 07. října – Anatolij Petrovič Dněprov, ruský sovětský spisovatel vědeckofantastické literatury (* 17. listopadu 1919)
- 08. října – Alberto Hemsi, sefardský hudební skladatel a muzikolog (* 27. května 1898)
- 21. října – Charles Reidpath, americký sprinter, dvojnásobný olympijský vítěz (* 20. září 1889)
- 22. října – Arnold Joseph Toynbee, britský historik, teoretik a filosof dějin (* 14. dubna 1889)
- 27. října – Rex Stout, americký spisovatel (* 1. prosince 1886)
- 28. října – Oliver Nelson, americký jazzový saxofonista (* 4. června 1932)
- 30. října
  - Karol Aufricht, slovenský fotograf (* 10. září 1910)
  - Gustav Ludwig Hertz, německý fyzik, nositel Nobelovy ceny za fyziku (* 22. července 1887)
- 01. listopadu – Charles Seymour Wright, kanadský fyzik, voják a polárník (* 7. dubna 1887)
- 02. listopadu – zavražděn Pier Paolo Pasolini, italský spisovatel, a režisér (* 5. března 1922)
- 05. listopadu
  - Ján Kostra, slovenský básník a malíř (* 4. prosince 1910)
  - Lionel Trilling, americký literární teoretik a kritik (* 4. července 1905)
- 11. listopadu – Mina Witkojc, lužickosrbská básnířka a publicistka (* 28. května 1893)
- 14. listopadu – Samuel Štefan Osuský, slovenský evangelický biskup, pedagog, teolog, historik a spisovatel (* 7. června 1888)
- 16. listopadu – János Kmetty, maďarský malíř (* 23. prosince 1889)
- 20. listopadu – Francisco Franco, nejvyšší představitel Španělska od roku 1939 (* 4. prosince 1892)
- 21. listopadu – Gunnar Gunnarsson, islandský spisovatel (* 18. května 1889)
- 22. listopadu – François de Roubaix, francouzský hudební skladatel (* 3. dubna 1939)
- 29. listopadu – Graham Hill, anglický pilot Formule 1 (* 15. února 1929)
- 04. prosince – Hannah Arendtová, americká politoložka německého původu (* 14. října 1906)
- 07. prosince – Thornton Wilder, americký spisovatel (* 17. dubna 1897)
- 08. prosince – Gary Thain, britský rockový baskytarista (* 15. května 1948)
- 13. prosince – Alois Wünsche-Mitterecker, německý malíř a sochař (* 28. listopadu 1903)
- 17. prosince – Hound Dog Taylor, americký bluesový kytarista a zpěvák (* 12. dubna 1915)
- 18. prosince – Theodosius Dobzhansky, ukrajinsko-americký genetik a evoluční biolog (* 24. ledna 1900)
- 21. prosince – Jean Bertin, francouzský průkopník dopravy vznášedly (* 5. září 1917)
- 24. prosince – Bernard Herrmann, americký hudební skladatel (* 29. června 1911)
- 28. prosince – Bogdan Nestorović, srbský architekt (* 28. dubna 1901)

## Hlava státu
Evropa:
- Československo
  - prezident Ludvík Svoboda (do 30.5.)
  - prezident Gustáv Husák
- Vatikán – papež Pavel VI.
- Sovětský svaz
  - předseda prezidia Nejvyššího sovětu Nikolaj Viktorovič Podgornyj
  - (de facto) první tajemník KSSS Leonid Iljič Brežněv
- Francie – prezident Valéry Giscard d'Estaing
- Dánsko – královna Markéta II.
- Španělsko – král Juan Carlos I.

Ostatní:
- Čína
  - (úřadující) předseda ČLR Tung Pi-wu
  - předseda stálého výboru Všečínského shromáždění lidových zástupců Ču Te
- USA – prezident Gerald Ford
- Nigérie
  - Yaqub Gowon
  - Murtala Ramat Mohammed

### Digitální archivy k roku 1975
- Dokumentární cyklus České televize Retro – rok 1975
- Pořad stanice Český rozhlas 6 Rok po roce – rok 1975
- Rudé právo v archivu Ústavu pro českou literaturu – ročník 55 rok 1975